# Jacques Pelletier (homme politique, 1749-1839)
Pour les articles homonymes, voir Jacques Pelletier et Pelletier.
Jacques Pelletier, né le 14 juillet 1749 à Lignières, mort le 7 janvier 1839 à Bourges, est un homme politique français sous la révolution, qui est député du Cher à la Convention nationale.

## Biographie
Il naît le 14 juillet 1749 à Lignières, fils d'un notaire.
Il débute comme clerc au sein de l'office de son père. Il part ensuite pour Paris afin d'occuper pendant sept ans ce même emploi.
Il revient ensuite dans le Berry, et devient procureur à Bourges. 
En 1788, il est avocat au Parlement de Paris avant de recevoir l'office de lieutenant de police à Romorantin.
Favorable aux idées nouvelles, proches des jacobins, Pelletier est nommé en 1791 procureur de la commune de Bourges, sous l'administration du maire Valentin Gay. L'année suivante il devient juge à Romorantin, et enfin juge suppléant, de nouveau à Bourges.
Grâce à l'amitié de Heurtault de Lammerville, il est élu suppléant à la Convention nationale en septembre 1792. À la suite du désistement de l'évêque de Bourges Pierre Anastase Torné, élu le premier, Pelletier est envoyé siéger à la Convention. 
À Paris, il se range aussitôt du côté des Montagnards et adhère au Club des Jacobins. En janvier 1793, il vote pour la mort du roi. 
Après la chute de Robespierre, Pelletier s'éloigne des Jacobins et rejoint le camp des thermidoriens. Envoyé en mission dans les départements de l'est, il y fait preuve d'une grande rigueur contre les partisans de Robespierre et les nostalgiques de l'an II.
Son mandat de député terminé, il retourne à Bourges où il devient officier municipal avant de retrouver le domaine juridique. Il est ainsi commissaire auprès du tribunal de Bourges. En 1810, il s'établit comme avocat consultant.
En 1816, il est frappé par la loi bannissant les régicides du royaume. Il part pour la Suisse et s'établit à Constance. 
Âgé et atteint de la goutte, il est autorisé à rentrer en France par l'amnistie partielle du 25 décembre 1818. Il rouvre alors son cabinet d'avocat.
Il meurt presque nonagénaire sous la monarchie de Juillet le 7 janvier 1839 à Bourges.

## Sources
- Ressource relative à la vie publique :   - Base Sycomore
- Notices d'autorité :   - VIAF
  - BnF (données)
- « Jacques Pelletier (homme politique, 1749-1839) », dans Adolphe Robert et Gaston Cougny, Dictionnaire des parlementaires français, Edgar Bourloton, 1889-1891 [détail de l’édition]